# Йохан Лудвиг Крапф
Йохан Лудвиг Крапф (на немски: Johann Ludwig Krapf) е германски мисионер, езиковед, пътешественик, изследовател на Африка.

## Биография

### Произход и младежки години (1810 – 1836)
Роден е на 11 януари 1810 година в Дерендинген, Вюртемберг (днес Тюбинген, Германия), в земеделско лютеранско семейство. Още от най-ранна възраст се проявява дарбата му за изучаване на чужди езици. На 17-годишна възраст вече владее много добре латински, гръцки, френски и италиански език, и отива да учи в Базелската семинария. След като учи три години, напуска, записва теология в Тюбингенския университет и през 1834 година се дипломира. Докато работи като помощник пастор в родното си село, се среща в Базел с един мисионер, който запалва желанието му за мисионерска дейност.

### Мисионерска дейност (1837 – 1855)

#### Мисия в Етиопия (1837 – 1842)
През 1836 година е поканен от Англиканската църква да се присъедини към мисионерската общност в Етиопия и през 1837 година заминава заедно с Карл Вилхелм Изенберг, друг мисионер. По време на петгодишното му пребиване в Етиопия изучава отлично местните езици, бит и обичаи, като едновременно с мисионерската развива и изследователска дейност.
През 1839 – 1841 година изследва днешната провинция Шоа в Етиопия и открива нов път към нея от страна на залива Таджура. След завръщането си от Етиопия Крапф получава докторска степен от университета в Тюбинген за извършените от него географски, антроположки и лингвистични изследвания, които публикува през 1843 година.

#### Мисия в Кения и Танзания (1844 – 1853)
Известно време Крапф прекарва в Александрия, Египет, където се жени, след което заедно с жена си и дъщеря си през 1844 заминава за Източна Африка, в Момбаса (Югоизточна Кения), където основава мисионерска станция. Хората, населяващи крайбрежието на Източна Африка, били предимно мюсюлмани, докато във вътрешността на континента се придържали към своите традиционни анимистични вярвания. Крапф бива убеден, че е изключително важно Библията да е на разположение на всички. Той веднага се захваща да научи суахили с идеята на преведе Библията. Месец след пристигането им в Момбаса жена му и дъщеря му умират от малария и Крапф се отдава изцяло на дейността си – проповядване на християнството сред местното население и извършване на географски изследвания. Като помощници на Крапф в мисията са командировани още двама негови земляци – Йохан Ребман (1846 г.) и Якоб Ерхард (1849 г.). През 1847 година са издадени първите три глави на книгата Битие, които са първият отпечатан текст на суахили. Освен че първи започва да превежда Библията на суахили, Крапф полага основата за бъдещи преводи. Той написва първия граматически справочник на суахили, а също така и речник на езика.
През 1847 година Крапф изследва околностите на Момбаса и устията на реките Тана (Ози) и Сабаки (Галана, Ати).
През 1848 година изследва планината Усамбара (2230 м) в Североизточна Танзания и установява наличието на снегове по върховете на планината Килиманджаро.
В края на 1849 година тръгва от Момбаса на северозапад, достига до сливането на реките Ати и Цаво (образуващи река Галана) и оттам достига на север-северозапад до Китуи (1°20′ ю. ш. 38°00′ и. д. / 1.333333° ю. ш. 38° и. д.), разположен на вододела между реките Ати и Тана. На 3 декември открива масива Кения (5199 м).
През 1851 година достига до изворната област на река Тана (на юг от масива Кения), а през 1852 година повторно посещава планината Усамбара.

### Следващи години (1853 – 1881)
През 1853 година поради разклатеното си здраве се завръща в Германия и през 1854 – 1855 година отново посещава и изследва областта Шоа в Етиопия.
По време на своето 18-годишно пребиваване в Африка събира огромно количество артефакти за местното население, които описва и систематизира в труда си, който излиза от печат през 1858 „Reisen in Ost-Afrika, ausgeführt in den Jahren 1837 bis 1855“ (Th. 1 – 2, Kornthal-Stuttgart, 1858).
До края на живота си живее и работи в родното си село като пастор, продължава своите езикови проучвания и извършва консултантски услуги за християнските мисии.
Умира на 26 ноември 1881 година в Корнтал-Мюнхинген на 71-годишна възраст.